# Marele Premiu al Emiliei-Romagna din 2020
Marele Premiu al Emiliei-Romagna din 2020 (cunoscut oficial ca Formula 1 Emirates Gran Premio dell'Emilia Romagna 2020) a fost o cursă auto de Formula 1 ce s-a desfășurat pe 1 noiembrie 2020 pe Autodromo Internazionale Enzo e Dino Ferrari din Imola, Italia. Cursa a fost cea de-a treisprezecea etapă a Sezonului de Formula 1 din 2020. A fost cea de-a 28-a cursă de Formula 1 organizată pe circuitul de la Imola, prima din 2006 încoace și prima desfășurare sub numele de Marele Premiu al Emiliei-Romagna.
Cursa de 63 de tururi a fost câștigată de pilotul Mercedes, Lewis Hamilton, coechipierul său, Valtteri Bottas, ocupând locul doi, iar pilotul Renault, Daniel Ricciardo, ocupând ultimul loc de pe podium. Cu piloții lor terminând pe primul și al doilea loc în cursă, Mercedes și-a asigurat Campionatul Mondial al Constructorilor, doborând recordul pentru cele mai multe Campionate Mondiale la Constructori consecutive (șapte).

## Calificări
| Poz.                  | Nr. | Pilot              | Constructor               | Timpi calificări | Timpi calificări | Timpi calificări | Grila finală |
| Poz.                  | Nr. | Pilot              | Constructor               | Q1               | Q2               | Q3               | Grila finală |
| --------------------- | --- | ------------------ | ------------------------- | ---------------- | ---------------- | ---------------- | ------------ |
| 1                     | 77  | Valtteri Bottas    | Mercedes                  | 1:14,221         | 1:14,585         | 1:13,609         | 1            |
| 2                     | 44  | Lewis Hamilton     | Mercedes                  | 1:14,229         | 1:14,643         | 1:13,706         | 2            |
| 3                     | 33  | Max Verstappen     | Red Bull Racing-Honda     | 1:15,034         | 1:14,974         | 1:14,176         | 3            |
| 4                     | 10  | Pierre Gasly       | AlphaTauri-Honda          | 1:15,183         | 1:14,681         | 1:14,502         | 4            |
| 5                     | 3   | Daniel Ricciardo   | Renault                   | 1:15,474         | 1:14,953         | 1:14,520         | 5            |
| 6                     | 23  | Alexander Albon    | Red Bull Racing-Honda     | 1:15,402         | 1:14,745         | 1:14,572         | 6            |
| 7                     | 16  | Charles Leclerc    | Ferrari                   | 1:15,123         | 1:15,017         | 1:14,616         | 7            |
| 8                     | 26  | Daniil Kveat       | AlphaTauri-Honda          | 1:15,412         | 1:15,022         | 1:14,696         | 8            |
| 9                     | 4   | Lando Norris       | McLaren-Renault           | 1:15,274         | 1:15,051         | 1:14,814         | 9            |
| 10                    | 55  | Carlos Sainz Jr.   | McLaren-Renault           | 1:15,528         | 1:15,027         | 1:14,911         | 10           |
| 11                    | 11  | Sergio Pérez       | Racing Point-BWT Mercedes | 1:15,407         | 1:15,061         | N/A              | 11           |
| 12                    | 31  | Esteban Ocon       | Renault                   | 1:15,352         | 1:15,201         | N/A              | 12           |
| 13                    | 63  | George Russell     | Williams-Mercedes         | 1:15,760         | 1:15,323         | N/A              | 13           |
| 14                    | 5   | Sebastian Vettel   | Ferrari                   | 1:15,571         | 1:15,385         | N/A              | 14           |
| 15                    | 18  | Lance Stroll       | Racing Point-BWT Mercedes | 1:15,822         | 1:15,494         | N/A              | 15           |
| 16                    | 8   | Romain Grosjean    | Haas-Ferrari              | 1:15,918         | N/A              | N/A              | 16           |
| 17                    | 20  | Kevin Magnussen    | Haas-Ferrari              | 1:15,939         | N/A              | N/A              | 17           |
| 18                    | 7   | Kimi Räikkönen     | Alfa Romeo Racing-Ferrari | 1:15,953         | N/A              | N/A              | 18           |
| 19                    | 6   | Nicholas Latifi    | Williams-Mercedes         | 1:15,987         | N/A              | N/A              | 19           |
| 20                    | 99  | Antonio Giovinazzi | Alfa Romeo Racing-Ferrari | 1:16,208         | N/A              | N/A              | 20           |
| Regula 107%: 1:19,416 |     |                    |                           |                  |                  |                  |              |
| Sursa:                |     |                    |                           |                  |                  |                  |              |

## Cursă
| Poz.                                                               | Nr. | Pilot              | Constructor               | Tururi | Timp/Retras                  | Grilă | Puncte |
| ------------------------------------------------------------------ | --- | ------------------ | ------------------------- | ------ | ---------------------------- | ----- | ------ |
| 1                                                                  | 44  | Lewis Hamilton     | Mercedes                  | 63     | 1:28:32,430                  | 2     | 26     |
| 2                                                                  | 77  | Valtteri Bottas    | Mercedes                  | 63     | +5,783                       | 1     | 18     |
| 3                                                                  | 3   | Daniel Ricciardo   | Renault                   | 63     | +14,320                      | 5     | 15     |
| 4                                                                  | 26  | Daniil Kveat       | AlphaTauri-Honda          | 63     | +15,141                      | 8     | 12     |
| 5                                                                  | 16  | Charles Leclerc    | Ferrari                   | 63     | +19,111                      | 7     | 10     |
| 6                                                                  | 11  | Sergio Pérez       | Racing Point-BWT Mercedes | 63     | +19,652                      | 11    | 8      |
| 7                                                                  | 55  | Carlos Sainz Jr.   | McLaren-Renault           | 63     | +20,230                      | 10    | 6      |
| 8                                                                  | 4   | Lando Norris       | McLaren-Renault           | 63     | +21,131                      | 9     | 4      |
| 9                                                                  | 7   | Kimi Räikkönen     | Alfa Romeo Racing-Ferrari | 63     | +22,224                      | 18    | 2      |
| 10                                                                 | 99  | Antonio Giovinazzi | Alfa Romeo Racing-Ferrari | 63     | +26,398                      | 20    | 1      |
| 11                                                                 | 6   | Nicholas Latifi    | Williams-Mercedes         | 63     | +27,135                      | 19    |        |
| 12                                                                 | 5   | Sebastian Vettel   | Ferrari                   | 63     | +28,453                      | 14    |        |
| 13                                                                 | 18  | Lance Stroll       | Racing Point-BWT Mercedes | 63     | +29,163                      | 15    |        |
| 14                                                                 | 8   | Romain Grosjean    | Haas-Ferrari              | 63     | +32,935                      | 16    |        |
| 15                                                                 | 23  | Alexander Albon    | Red Bull Racing-Honda     | 63     | +57,284                      | 6     |        |
| Ab                                                                 | 63  | George Russell     | Williams-Mercedes         | 51     | Accident                     | 13    |        |
| Ab                                                                 | 33  | Max Verstappen     | Red Bull Racing-Honda     | 50     | Pană                         | 3     |        |
| Ab                                                                 | 20  | Kevin Magnussen    | Haas-Ferrari              | 47     | Cutia de viteze              | 17    |        |
| Ab                                                                 | 31  | Esteban Ocon       | Renault                   | 27     | Cutia de viteze              | 12    |        |
| Ab                                                                 | 10  | Pierre Gasly       | AlphaTauri-Honda          | 8      | Scurgere de lichid de răcire | 4     |        |
| Cel mai rapid tur: Lewis Hamilton (Mercedes) – 1:15.484 (turul 63) |     |                    |                           |        |                              |       |        |
| Sursa:                                                             |     |                    |                           |        |                              |       |        |

Note
- ^1 – Include un punct pentru cel mai rapid tur.
- ^2 – Romain Grosjean a terminat pe locul 12 pe pistă, dar a primit o penalizare de cinci secunde pentru depășirea limitelor pistei.[3]

## Clasamentele campionatelor după cursă
|        | Poz. | Pilot            | Puncte |
| ------ | ---- | ---------------- | ------ |
|        | 1    | Lewis Hamilton*  | 282    |
|        | 2    | Valtteri Bottas* | 197    |
|        | 3    | Max Verstappen   | 162    |
|        | 4    | Daniel Ricciardo | 95     |
|        | 5    | Charles Leclerc  | 85     |
| Sursa: |      |                  |        |

|        | Poz. | Constructor               | Puncte |
| ------ | ---- | ------------------------- | ------ |
|        | 1    | Mercedes*                 | 479    |
|        | 2    | Red Bull Racing-Honda     | 226    |
| 2      | 3    | Renault                   | 135    |
|        | 4    | McLaren-Renault           | 134    |
| 2      | 5    | Racing Point-BWT Mercedes | 134    |
| Sursa: |      |                           |        |

- Notă: Doar primele cinci locuri sunt prezentate în ambele clasamente.
- Concurenții marcați cu un asterisc mai aveau șanse matematice de a câștiga campionatul. Concurenții îngroșați și marcați cu un asterisc sunt campionii mondiali din 2020.